# Nařízení Evropské unie
Nařízení EU je právním aktem Evropské unie a nejúplnějším a nejbezprostřednějším opatřením v rámci nástrojů sbližování práva, který mají orgány EU k dispozici. Má unifikační efekt. Jejich účelem je také společenská regulace. Nařízení jsou součástí sekundárních pramenů komunitárního práva EU. Sekundární právo vytváří akty přijímané orgány EU pouze v případě, že jsou k tomu zmocněny právem primárním. Nařízení EU jsou pro členské státy závazná a přímo použitelná.

## Legislativní proces
Nařízení jsou přijímána Radou EU na návrh Komise. Jsou přijata kvalifikovanou většinou po třech čteních v Evropském parlamentu v rámci řádného legislativního postupu. V některých případech jsou nařízení přijímána zvláštním legislativním postupem. Mají obecnou závaznost, aplikační přednost a bezprostřední působnost, tzn. že platí v každém členském státě přímo, bez prováděcího vnitrostátního aktu. Nařízení musejí být zveřejněna v Úředním věstníku Evropské unie, který je povinně a verifikovaně přístupný online.

## Příklady nařízení Evropské unie
Hořické trubičky – Nařízení Evropské unie o zapsání do Rejstříku chráněných označení původu a chráněných zeměpisných označení. Originální trubičky tak mají označení na svých obalech, aby měl spotřebitel jistotu, že se jedná o skutečný originál. Nařízení je obecně platné a závazné pro všechny členské státy.
Poskytování informací o potravinách spotřebitelům – Upravuje, jaké informace musejí být na všech prodávaných potravinách spotřebitelům. Nařízení se v České republice z větší části zavádí od 13. 12. 2014.
Ale také například nařízení Brusel I bis, které umožňuje uznání a výkon soudních rozhodnutí v občanských a obchodních věcech na území jiných států EU.
Obecné nařízení o ochraně osobních údajů (GDPR) má za účel zvýšení ochrany osobních dat občanů.